# Chris Farley
Christopher Crosby Farley (* 15. Februar 1964 in Madison, Wisconsin; † 18. Dezember 1997 in Chicago, Illinois) war ein US-amerikanischer Schauspieler und Komödiant.
Farley feierte Mitte der 1990er Jahre seine größten Erfolge als Komiker in Filmen wie Tommy Boy – Durch dick und dünn. Dabei war er oft an der Seite des Komikers David Spade zu sehen.

## Frühes Leben
Chris Farley wuchs in einem kleinen Dorf in Wisconsin als Sohn von Thomas John Farley Sr., Besitzer einer Ölfirma, und der Hausfrau Mary Anne Crosby auf. Er hatte vier Geschwister; seine jüngeren Brüder Kevin und John Farley wurden ebenfalls Schauspieler. Die Familie war katholisch und irischer Abstammung. Chris Farley begeisterte sich bereits früh für die Schauspielerei und machte 1986 seinen Abschluss an der Marquette University in den Studiengängen Theater und Kommunikationswissenschaften. Anschließend begann er seine Showkarriere bei Improvisationstheatern in Chicago, wo er mit Sketchen auftrat, und war schnell erfolgreich. Er wurde Ende der 1980er-Jahre Mitglied der Theatergruppe The Second City, die viele berühmte Komiker hervorbrachte.

## Mitwirkung beiSaturday Night Live
1990 wurde Chris Farley bei der Comedyshow Saturday Night Live als neues Mitglied aufgenommen, was ihn erstmals einer amerikaweiten Öffentlichkeit bekannt machte. Während Farley bei Saturday Night Live (SNL) mitwirkte, arbeitete er unter anderem mit Darstellerkollegen wie Chris Rock, David Spade und Adam Sandler zusammen. Beliebte Figuren, die Farley darstellte – einige von ihnen brachte er aus seiner Zeit als Darsteller in The Second City in Chicago zu SNL –, waren zum Beispiel ein überdrehter Motivationstrainer namens Matt Foley (der laufend die anderen Figuren daran erinnerte, dass er in „einem Van unten am Fluss“ lebt), ein Chippendales-Tänzer (in einem berühmten Sketch mit Patrick Swayze), ein „Gap Girl“, das mit Freunden am Supermarkt abhängt, und Bennett Brauer, der oft im Weekend Update auftauchte und laufend seine persönlichen und hygienischen Probleme durch Handzeichen preiszugeben wusste. Als Imitator war Farley hauptsächlich für seine Darstellung von Tom Arnold bekannt (der die Rede bei seiner Beerdigung hielt), sowie Newt Gingrich, der Farley als seinen persönlichen Gast nach Washington, D.C. einlud, um bei einer politischen Veranstaltung als Showact aufzutreten.

## Filme
Farley war auch in Filmen zu sehen, wie zum Beispiel in Wayne’s World (1992), Wayne’s World 2 (1993), Airheads (1994) und Adam Sandlers Billy Madison – Ein Chaot zum Verlieben (1995). Im Adam-Sandler-Film Waterboy – Der Typ mit dem Wasserschaden (1998) spielte er einen Sportreporter, der gerade den Wrestler Captain Caracho (Captain Insano im Original, gespielt von Paul Wight) interviewt.
Nachdem er aus seinem Vertrag bei SNL nach der erfolglosen Staffel 1994/1995 entlassen worden war, hatte Farley 1995 einen großen Erfolg mit seinem Film Tommy Boy – Durch dick und dünn, in dem er an der Seite von David Spade spielte. Er und Spade fanden erneut in dem Film Black Sheep (1996) zusammen, mit ähnlichem Erfolg. Farley hatte es geschafft, sich in Hollywood zu etablieren, und spielte die Hauptrolle in Beverly Hills Ninja – Die Kampfwurst (1997) und Fast Helden (1998) mit Matthew Perry, der auch der letzte Film mit ihm in der Hauptrolle werden sollte. 1993 spielte er eine Nebenrolle in Die Coneheads, bei der er bereits mit David Spade zusammenarbeitete. Außerdem hatte er einen Gastauftritt im Film seines ehemaligen SNL-Kollegen Norm MacDonald Dirty Work (1998), welcher nach Farleys Tod erfolgreich in die Kinos kam. Er war sowohl als Bühnenkomödiant wie auch als Komödienschauspieler in Filmen beim jungen Publikum sehr beliebt.
Am Ende seines Spielfilms Little Nicky – Satan Junior (2000) deutete Produzent Adam Sandler an, dass der im Himmel wohnende Engel, gespielt von Reese Witherspoon, eine romantische Beziehung mit ihrem Aerobiclehrer beginnt: Chris Farley.

## Farleys letzte Jahre

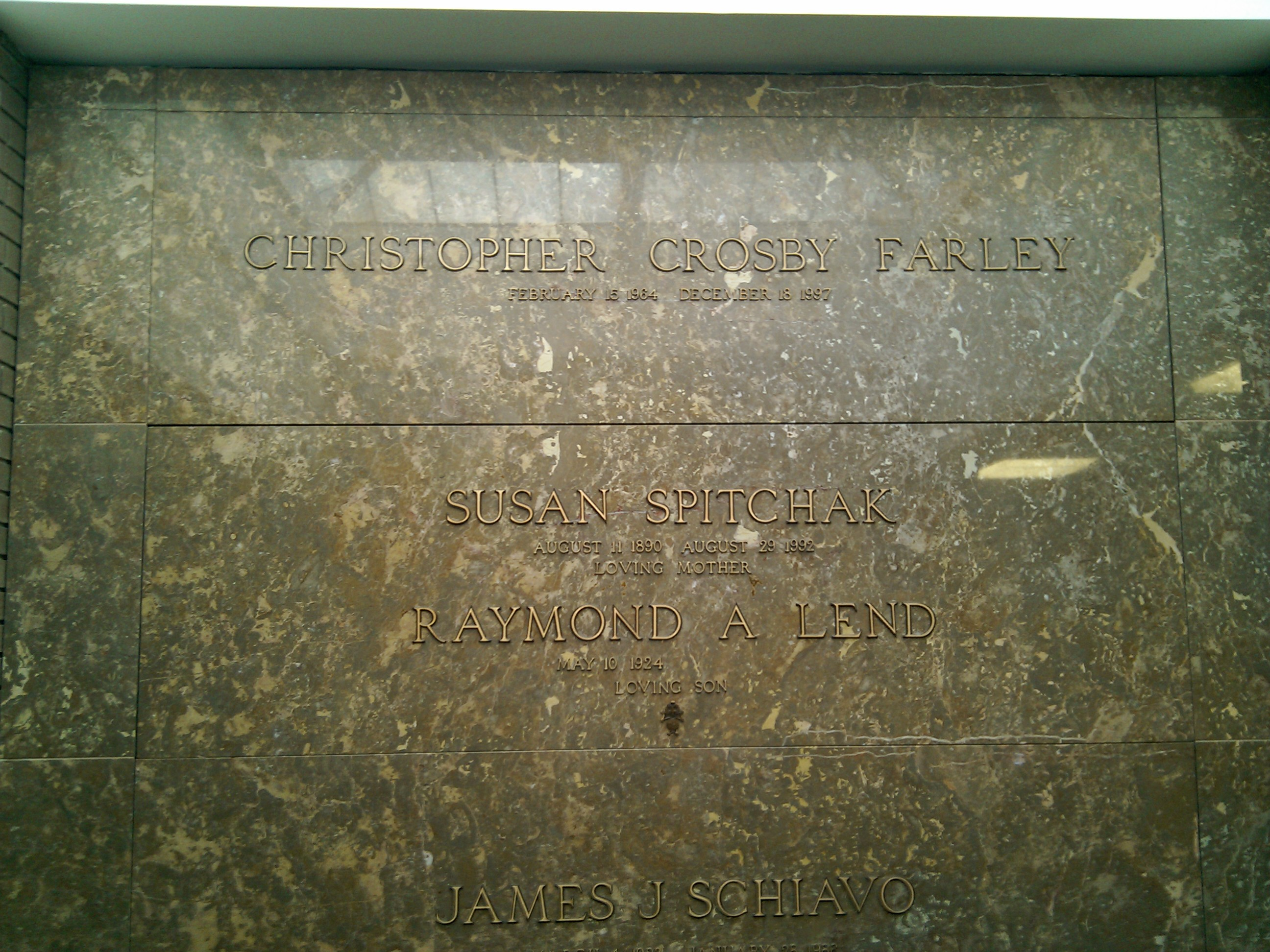
Chris Farleys Grab

Farley, der jahrelang mit Adipositas, Alkohol- und Drogenabhängigkeit zu kämpfen hatte, wurde am 18. Dezember 1997 in seiner Chicagoer Wohnung im John Hancock Center tot aufgefunden. Eine Autopsie ergab, dass Farley an einer Überdosis Kokain (wahrscheinlich durch einen Speedball) gestorben ist, begünstigt durch eine Herzarterienverkalkung. Zu der Zeit, als er seinen letzten SNL-Auftritt als Gastmoderator am 25. Oktober 1997 hatte, war er ganz offensichtlich in Schwierigkeiten; er sah aufgedunsen und verbraucht aus und war äußerst übergewichtig. Die Boulevardpresse spekulierte bereits ausführlich über Drogensucht und Gesundheitsprobleme bei Farley.
Zum Zeitpunkt seines Todes war er 33 Jahre alt, dasselbe Alter, in dem auch John Belushi, sein wichtigstes Vorbild als Komiker, 15 Jahre zuvor gestorben war. Belushi starb ebenfalls an einer Überdosis Kokain und Heroin. David Spade kam nicht zu Farleys Beerdigung, da nach eigener Aussage sein Zustand damals zu emotional gewesen sei. Zum 25-jährigen Jubiläum von SNL stellte er jedoch eine Retrospektive seines Freundes vor.
In mancher Hinsicht war Farley eine widersprüchliche Person: Völlig hemmungslos auf der Bühne und bekannt dafür, für einen Lacher alles zu tun, war er privat eher schüchtern und unsicher. Seine Freunde sagten, sie wussten und sorgten sich über sein exzessives Verhalten, waren aber nicht in der Lage, ihn zum Aufhören zu bewegen. Nach seinem Tod schlachtete die Boulevardpresse alle dunklen Details aus; doch Leute, die Farley kannten, sagen, er sei ein sehr netter und anständiger Mensch gewesen.
Bereit zu beweisen, dass er mehr war als ein Komödienschauspieler, war Farley geneigt, eine seriösere Rolle in einem Filmprojekt über das Leben des Stummfilm-Komödienschauspielers Roscoe Arbuckle anzunehmen, welches nach Farleys Tod jedoch nie verwirklicht wurde. In einem Interview in dem Buch Live from New York erinnerte sich der ehemalige SNL-Darsteller Jay Mohr an einen surrealen Moment, der sich um Farley und seinen SNL-Kollegen Phil Hartman dreht. Bei einem Verabschiedungslied der SNL-Darsteller für Hartman bestand die letzte Szene aus einer Umarmung von Farley und Hartman. Beide starben innerhalb von sechs Monaten nacheinander.
Farley wurde auf dem Resurrection Cemetery in seiner Heimatstadt Madison, Wisconsin, beerdigt. Am 26. August 2005, fast acht Jahre nach seinem Tod, erhielt Farley posthum den 2289. Stern auf dem Hollywood Walk of Fame. Sein Stern liegt vor dem ImprovOlympic West.

## Posthum
Am 27. Juli 2015 wurde die Dokumentation I am Chris Farley von den Regisseuren Brent Hodge und Derik Murray veröffentlicht, in der Weggefährten wie Adam Sandler, Mike Myers, Dan Aykroyd oder Christina Applegate zu Wort kommen.
Am 4. Mai 2019 widmete Adam Sandler Farley einen Tribute-Song in einer regulären Ausgabe von Saturday Night Live.

## Filmografie (Auswahl)
- 1990–1995: Saturday Night Live (SNL)
- 1992: Wayne’s World
- 1993: Die Coneheads (Coneheads)
- 1993: Wayne’s World 2
- 1994: Airheads
- 1995: Billy Madison – Ein Chaot zum Verlieben (Billy Madison)
- 1995: Tommy Boy – Durch dick und dünn (Tommy Boy)
- 1996: Black Sheep
- 1997: Beverly Hills Ninja – Die Kampfwurst (Beverly Hills Ninja)
- 1998: Fast Helden (Almost Heroes)
- 1998: Dirty Work